# Плисецкий, Александр Михайлович
Алекса́ндр Миха́йлович Плисе́цкий (20 октября 1931, Москва — 29 октября 1985, там же) — советский танцовщик и балетмейстер, солист балета Большого театра в 1949—1971 годах.

## Биография
Александр Плисецкий родился в семье дипломата Михаила Эммануиловича Плисецкого и Рахиль Мессерер, звезды кино, родом из Вильно, которая снималась в первых немых фильмах. Ещё в годы обучения во ВГИКе она вышла замуж за Михаила Плисецкого, и семью стали называть Плисецкие — Мессерер. В браке родилось трое детей: Майя (1925), Александр (1931) и Азарий (1937). Михаил Плисецкий был генеральным консулом СССР на острове Шпицберген, где руководил угольной концессией (трест «Арктикуголь»); был арестован в 1937 году и расстрелян.
Александр рос в артистической среде семьи Плисецких — Мессереров, с ранних лет впитав дух театра, слушая рассказы матери об актёрских работах его дяди Азария Азарина, занимаясь музыкой и бывая на балетных спектаклях другого дяди, Асафа Мессерера, у которого он жил, пока его мать с младшим братом находились на поселении. 
В 1941 году Александр поступил в Московское хореографическое училище, которое окончил в 1949 году, по классу Николая Ивановича Тарасова.
С 1949 по 1971 годы — солист балета Большого театра, где был лучшим исполнителем партии Вацлава в балете Б. Асафьева «Бахчисарайский фонтан», Р. В. Захарова. 
С 1965 по 1968 год преподавал в Московском хореографическом училище классический и дуэтный танец.
С 1968 по 1985 год — балетмейстер-постановщик и артистический директор балета во многих городах СССР и странах мира (в частности, с 1972 года работал по приглашению в качестве балетмейстера-постановщика в Киеве, Одессе, Харькове, Уфе, Казани, Свердловске, а в 1973 году — в Финской национальной опере).
В 1974 году А. М. Плисецкий основал балет при Университете Сан-Маркос в Лиме. В 1976 по 1978 годы — педагог-репетитор балетной труппы Театр Колон в Буэнос-Айрес, где поставил балеты «Carmen», «Grand pas classique», «Вальпургиева ночь», танцы в операх «Турандот» и «Две вдовы»).
В 1979-1980 годах педагог и балетмейстер в Финской национальной опере, где возобновил постановку балета Кармен-сюита.
С 1981 по 1985 годы балетмейстер-постановщик в Тбилисском театре оперы и балета им. Палиашвили, где совместно с балетмейстерами  Михаилом Лавровским и Георгием Алексидзе поставил балеты «Порги и Бесс» Гершвина, «Ромео и Джульетта» Прокофьева. Работа была оценена Почётной Грамотой Президиума Верховного Совета
В ноябре 1984 года А. М. Плисецкий добился разрешения на постановку балета Жоржа Баланчина «Серенада для струнного оркестра» на музыку П. И. Чайковского. Балет прошёл с большим успехом на сценах Большого театра и концертного зала «Россия».
Александру Плисецкому требовалась операция на сердце, которую должны были сделать в США, при содействии Игоря Юшкевича и его «New York International Ballet Competition». Но в связи с занятостью балетмейстера проведение операции откладывалось. В последний год жизни он вёл активные переговоры о постановке «Серенады для струнного оркестра», что отняло у него много душевных и физических сил. Премьера состоялась в Москве в ноябре 1984 года.
Александр Плисецкий умер 29 октября 1985 года в возрасте 54 лет в Москве во время операции на сердце. Похоронен на Ваганьковском кладбище.

## Семья
Жена (с 1968 по 1985 год) — Марианна Николаевна Седова (род. 1946), советская и российская балерина, балетный педагог, балетмейстер.
- Дочь — Анна Александровна Плисецкая (род. 1971), советская и российская балерина.

## Партии в репертуаре театра
- Вацлав в балете «Бахчисарайский фонтан» (возобновление 1954 года — первый исполнитель, с М.Кондратьевой)[4][5], Юноша (1951)
- Китаец (1952), Испанец (1969), в балете «Золушка», балетмейстер Р. В. Захаров
- Принц, Испанский в балете «Щелкунчик» (1954, спектакль МХУ), педагог А. М. Мессерер
- Опал и Друг (Первый исполнитель) в балете «Сказ о каменном цветке», балетмейстер Л. М. Лавровский, (1954)
- Pas de deux из балета «Дон Кихот», балетмейстер Александр Горский (25 июля 1955, с М.Плисецкой)
- Адажио из «Лебединого озера», балетмейстер Лев Иванов, (27 марта 1955, с М.Боголюбской); Pas de deux (16 октября 1958, с Н.Чистовой)
- «Мелодия» на музыку К. В. Глюка, балетмейстер Асаф Мессерер (19 апреля 1956, с Н.Чистовой)➤
- Испанский в опере «Травиата», балетмейстер В. И. Вайнонен (1956)
- Вариация в балете «Вальпургиева ночь», балетмейстер Л. М. Лавровский, (1959)
- Солист в балете «Танцевальная сюита», балетмейстер А. А. Варламов), (1959)
- Юноша в балете «Паганини», балетмейстер Л. М. Лавровский (Первый исполнитель), (1960)
- Солист (Танец трёх) в балете «Лесная песня», балетмейстеры. О. Г. Тарасова, А. А. Лапаури (Первый исполнитель), (1961)
- Адажио из балета «Спящая красавица», балетмейстер Мариус Петипа
- «Весенние воды» на музыку С. В. Рахманинова, балетмейстер Асаф Мессерер
- «Вальс» на музыку М. Мошковского, балетмейстер Василий Вайнонен
- Мазурка из «Лебединого озера», балетмейстеры А. А. Горский, А. М. Мессерер (1966)

## Постановки
В период с 1973 по 1985 год Александр Плисецкий поставил несколько балетов, в том числе:
- «Кармен-сюита»[6] на музыку Жоржа Бизе в аранжировке Родиона Щедрина, хор. Альберто Алонсо
- «Grand pas classique» из балета «Раймонда» на музыку А. К. Глазунова
- «Вальпургиева ночь» из оперы «Фауст» Гуно[7]
- танцы в операх «Турандот» и «Две вдовы» Сметаны
- «Порги и Бесс» Джорджа Гершвина, хор. М.Лавровского
- «Ромео и Джульетта» Сергея Прокофьева.
- «Серенада для струнного оркестра (балет)»[8] П. И. Чайковского

## Театры
Театры, в которых осуществил постановки Александр Плисецкий:
- Одесский театр оперы и балета,
- Харьковский театр оперы и балета имени Н. В. Лысенко,
- Национальная опера Украины,
- Татарский академический государственный театр оперы и балета имени Мусы Джалиля,
- Башкирский театр оперы и балета,
- Таджикский театр оперы и балета им. С. Айни,
- Грузинский театр оперы и балета имени Палиашвили,
- Сиднейский оперный театр,
- Екатеринбургский государственный академический театр оперы и балета,
- Финская национальная опера (англ.),
- Ballet San Marcos[1] при университете, Лима,
- Театр Колон.

## Отзывы
«… Танцу А.Плисецкого свойственна сила в сочетании с лёгкостью. Хороша его манера держаться на сцене. Его уверенная поддержка способствовала успеху выступления…» — В.Либсон 

«… Успех балета в Москве на сцене Большого театра и Центрального Концертного зала велик и очевиден… Одноактный балет на музыку „Серенады для струнного оркестра“ Чайковского, возобновлен скрупулезно и трепетно. Александр Плисецкий сумел добиться от кордебалета художественной дисциплины, которая совсем не исключает одухотворенности танца… Сам факт постановки „Серенады“ выглядит чудесным символом: Баланчин словно вернулся на Родину в оном из лучших своих творений…» — Н. Чернова, кандидат искусствоведения

« … балет „Серенада“ (балетмейстер — репетитор Александр Плисецкий) порадовал свежестью и гармонией пластических красок …»— Г. Иноземцева

### Награды
Почётная Грамота Президиума Верховного Совета (27 марта 1985 года)